# Матусевич, Николай Александрович
Никола́й Алекса́ндрович Матусе́вич (1 января 1852 — 23 января 1912, Севастополь, Таврическая губерния) — вице-адмирал Русского императорского флота (29 марта 1909).

## Биография
Родился в семье капитана по Адмиралтейству Александра Иосифовича Матусевича (ум. 1874).
В 1870 году поступил во флот юнкером и до 1900 года служил на Чёрном море. Командовал пароходом «Колхида» в 1893—1894 годах, плавучим доком Севастопольского порта (1894—1895), канонерской лодкой «Уралец» (1895—1897), пароходом «Эриклик» (1897—1898).
После перевода на Тихий океан командовал крейсером I ранга «Адмирал Корнилов» (1900) и «Рюрик» (1900—1903), Квантунским флотским экипажем (1 сентября 1903 — 15 апреля 1904 года). С 23 октября 1903 года заведовал отрядом миноносцев того же экипажа, в январе-феврале 1904 года заведовал 1-м отрядом миноносцев эскадры Тихого океана.
В ночь на 27 февраля 1904 года на миноносце «Властный», будучи командиром отряда из 4 миноносцев в бою против 4 японских «истребителей» у Ляотешаня вблизи Порт-Артура ранен и контужен. Произведен за отличие в контр-адмиралы (29 марта), назначен исполняющим должность начальника штаба 1-й Тихоокеанской эскадры (1 апреля) и заведующим всеми береговыми командами морского ведомства в Порт-Артуре на правах младшего флагмана (5 апреля).
28 июля в бою с японским флотом в Желтом море ранен, контужен и отравлен газами на флагманском эскадренном броненосце «Цесаревич». После интернирования корабля в Циндао с разрешения германского императора отпущен на лечение в Европу без права возвращаться в Россию до конца войны.
Награждён золотой саблей с надписью «За храбрость», орденом Св. Станислава 1-й степени с мечами. С 1905 года временно командующий Практической эскадрой Черноморского флота, с 1907 года младший флагман Балтийского флота. С 1908 года командир Владивостокского порта, затем начальник Морских сил в Тихом океане. В 1909 года произведён в вице-адмиралы.

## Послужной список
Уроженец города Николаева, из дворян Херсонской губернии.
Православный. Член Адмиралтейств-Совета.
Кавалер орденов: Св. Владимира 3 ст. и 4 ст., Св. Станислава 1 ст. с мечами, 2 и 3 ст., Св. Анны 1, 2 и 3 ст., Бухарского ордена Восходящей звезды, Турецкий ор. Османие 3 ст., Болгарского Св. Александра 3 ст. и золотой сабли с надписью «За храбрость»
Воспитывался при родителях.
Содержание: жалование (3920 рублей) + столовые (3,920 рублей) + квартирные (1960 рублей). Вознаграждение за командование (540 рублей)
Поступил от родителей Юнкером флота, с этого времени считается на действительной службе 6 июня 1870 года.
Зачислен в Черноморский флотский экипаж 24 июня 1870 года.
Прикомандирован к 8 фл. экипажу 26 апреля 1871 года.
Произведен за выслугу лет по экзамену в гардемарины — 26 апреля 1873 года.
По слабости зрения разрешено носить очки 29 июня 1873 года.
Мичман — 30.8.1874 года.
Переведен в 1-й Черноморский флотский Его Императорского Высочества Генерал-адмирала Константина Николаевича экипаж (12.12.1875).
Награждён светло — бронзовой медалью в память Турецкой войны 1877—1878 годов (17.4.1878 года).
Лейтенант – 1.1.1879 года.
Орден Святого Станислава 3-й степени (6.5.1884 года).
Назначается старшим артиллерийским офицером на эскадренный броненосец «Синоп» (6.10.1887 года).
Оканчивает учебный курс в составе учебно-артиллерийской команды — 23.10.1887 года.
Орден Святой Анны 3-й степени (1.1.1890 года).
По испытании особой комиссии признан приобретшим право на командование миноносцами (20.3.1890 года).
Капитан 2-го ранга — 1.4.1890 года.
Старший офицер эскадренного броненосца «Синоп» (17.11.1890 года).
При расформировании 2-го Черноморского экипажа, зачислен в состав 31-го флотского экипажа (28.10.1891 года).
Орден Святого Станислава 2-й степени (1.1.1893).
Бухарский орден Восходящей звезды (8.3.1893).
Командир парохода «Колхида» (4.9.1894).
Назначается заведующим плавучими мост доками Черного моря (18.11.1894).
Турецкий орден Османие 3-й степени (26.12.1894).
Флагманский артиллерист штаба Командующего практическою эскадрою Черного моря с 7.5.1895
Назначен командиром канонерской лодки «Уралец» (6.12.1895).
Орден Святой Анны 2-й степени (6.12.1895).
Зачислен артиллерийским офицером 1- го разряда (15.2.1896).
Награждён серебряной медалью в память царствования Императора Александра III на орденской ленте ордена Александра Невского (21.3.1896). Приказом главного командира порта назначен членом экзаменационной комиссии для производства теоретического экзамена гардемарину Опочинину (6.4.1896).
Назначен временно заведующим 35-м флотским экипажем 23.12.1896.
Председатель комиссии по определения причин скорой порчи трубок холодильников минного крейсера «Капитан Сакен» (8.1.1897).
Командир парохода "Эриклик " состава 32 флотского экипажа - 13.1.1897.
Капитан 1- го ранга — 5 апреля 1898.
Назначается флаг-капитаном в штаб командующего практической эскадрой Черного моря (4.7.1898).
Болгарский орден Святого Александра 3-й степени (20.6.1898).
Памятная серебряная медаль в память Св. Коронования Их Императорских Величеств и свидетельство (26.3.1899).
Флаг-капитан Штаба Командующего практической эскадрой Черного моря 3 апреля 1899 г.
Командир броненосного крейсера «Рюрик» (27.4.1900).
Отчислен от командования крейсером «Рюрик» 18 апреля 1900 г.
Командир крейсера «Адмирал Корнилов» 18 апреля 1900 г.
Командир крейсера «Рюрик» 6 августа 1900 г.
Орден Св. Владимира 4 ст. с бантом за 25 лет 22 сентября 1900 г.
Переведен в Сибирский флотский экипаж 2 декабря 1900 г.
Орден Св. Владимира 3 ст. 6 декабря 1900 г.
Медаль в память подвигов оказанных во время похода в пределы Китая в 1900 и 1901 годах 14 июня 1901 г.
Переведен в 17 флотский экипаж 14 июня 1901 г.
Назначено вознаграждение за долговременное командование судами 1 и 2 ранга в размере 540 рублей в год 11 июля 1903 г.
Командир Квантунского флотского экипажа 1 сентября 1903 г.
Произведен в контр-адмиралы за отличие в делах против неприятеля 28 марта 1904 г.
Назначен И. Д. Начальника штаба эскадры (В. К. Витгефта) и заведующим всеми береговыми командами морского ведомства в порте Артуре на правах младшего флагмана 29 мая 1904 г.
Золотая сабля с надписью «За храбрость» 14 мая 1904 г.
Зачислен в 31-й флотский экипаж 4 апреля 1905 г.
Морской министр разрешил во всех случаях носить фуражку вместо шляпы и при ходьбе трость 4 ноября 1904 г.
Причислен под покровительство Александровского комитета о раненных по второму классу с 10 ноября 1905 г.
Временно Командующий практической эскадрой Черноморского флота 22 декабря 1905 г.
Награждён серебряной медалью с бантом за участие в войне с Японией 1904-1905 гг. 10 февраля 1906 г.
Орден Св. Станислава 1 степени с мечами 6 декабря 1906 г.
Председатель комиссии для производства практического экзамена корабельным гардемаринам механикам, гардемаринам-судостроителям 12 марта 1907 г.
Младший флагман Балтийского флота 30 июля 1907 г.
Зачислен в 8 флотский экипаж 30 июля 1908 г.
Командир Владивостокского порта 12 ноября 1907 г.
Прибыл к месту служения 7 января 1908 г.
Владивостокский порт от капитана 1 ранга Ферзена принял и в командование им вступил 1 февраля 1908 г.
Выехал в Хабаровск по делам службы для личного доклада Командующему войсками Приамурского военного округа на время командировки командование портом сдал капитану 1 ранга Радену 8 марта 1908 г.
Возвратившись из командировки в командование портом вступил 13 марта 1908 г.
Выехал с депутацией в Порт-Артур для возложения венка на открываемый там памятник погибшим защитникам, командование портом, на время поездки сдал капитану 1 ранга Радену 21 мая 1908 г.
Возвратился из Порт-Артура и в командование портом вступил 2 июня 1908 г.
Уходя на транспорте «Аргун» инспектировать маяки в Восточном океане, командование портом и исполнение обязанностей Директора маяков и лоций капитану 1 ранга Радену сдал 5 июля 1908г
Назначен Высочайшим приказом по Морскому ведомству Начальником морских сил Тихого океана, с отчислением от должности командира Владивостокского порта 7 июля 1908 г.
Окончив инспектирование маяков в командование портом вступил 2 августа 1908 г.
Вступил в командование морскими силами Тихого океана 6 августа 1908 г.
Владивостокский порт капитану 1 ранга Зборовскому сдал 14 сентября 1908 г.
С разрешения Морского Министра отправился в Хабаровск по делам службы 24 ноября 1908 г.
Возвратился из Хабаровска 30 ноября 1908 г.
Вице-адмирал 29 марта 1909 г.
Назначен членом Адмиралтейств-Совета 29 марта 1909 г.
Командование морскими силами в Тихом океане контр-адмиралу Успенскому, сдал 19 мая 1909 г.
К месту нового служения выбыл 21 мая 1909 г.
Председатель комиссии для пересмотра положения о денежном довольствии чинов флота 7 августа 1909 г.
Председатель комиссии для производства теоретического выпускного экзамена гардемаринам 1 роты Морского корпуса 22 февраля 1910 г.
Поручено с высочайшего соизволения произвести инспекторские смотры судам, командам флота и береговым учреждениям в Севастополе и Николаеве 28 февраля 1911 г.

## В отпусках
В 27 дневном с 14 мая по 4 июля 1881 отсрочен по 8 июля. В двухнедельном отпуску с 16 июля явился 10 августа 1888 г. Просрочил 16 дней по медицинскому свидетельству. В 4 дневном отпуску с 1 по 4 февраля 1898 г.

## Участие в боевых действиях
Находился в военных действиях в Китае:
а) с 2 июля по 3 августа 1900 г. в доставке и конвоировании морских десантов и сухопутных войск из Порт-Артура в Таку, командуя крейсером 1 ранга «Адмирал Корнилов»
б) с 7 по 28 сентября 1900 г. в действии по взятию укреплений у г. Лутая и по занятию крепости Шанхай-чуан, командуя крейсером 1 ранга «Адмирал Корнилов»
Ранен на миноносце «Властный» 26 февраля 1904 г. в сражении у Порт-Артура с японскими миноносцами, ранен осколком разорвавшегося снаряда в кисть правой руки, мягкия части вместе с ногтями сорваны с ногтевых фаланг 2,3,4 и 5 пальцы, сама кисть ушиблена, кроме того имеется контузия без нарушения целости покровов в левой теменной и затылочной части и в обе части левого таза крестцового соединения.
Участвовал в делах против неприятеля во время войны с Японией причем:
1) В ночном бою с 25 по 26 февраля 1904 г.
2) В эскадренном бою с японским флотом на броненосце «Цесаревич» был ранен разорвавшейся в непосредственной близи от адмирала 12 дм. гранатой.
Недвижимости не имеет, под судом и следствием не был.

## В плаваньях
Шхуна «Эльборус» (6.6.-2.10.1870) под ком. капитан-лейтенанта Вальд, корвет «Гиляк» (1871), фрегат «Пересвет» (1872), шхуна «Бомбары», капитан 1- го ранга Тимирязев (3.-6.9.1873), шхуна «Новороссийск», капитан -лейтенант Федотов (17.9.1873-1.1.1874), там же, капитан-лейтенант Федотов, капитан — лейтенант Григораш (1.1.-8.3.1874), шхуна «Псезуапе», капитан — лейтенант Федотов (5.5.-17.7.1874, 14.8.-1874-1.1.1875, 1.1.-3.5.1876, 1.8.-1.1.1876, 1.1.-22.11.1876), шхуна «Салгир», капитан — лейтенант Федотов (24.6.-30.8.1877). Пароход «Веста», капитан-лейтенант Григораш (20.9.1877-2.2.1878). Пароход «Пендераклия», капитан 1- го ранга Бальзам и капитан-лейтенант Федотов (2.2.-13.12.1878). Там же под ком. Капитан-лейтенанта Бальзама (9.3.-27.11-1879 г.) там же, капитан — лейтенант Бураков (7.4.-12.11.1880). Пароход «Эриклик», капитан 1- го ранга Горн (25.6.-30.9.1883), пароход «Пендераклия», капитан 1- го ранга Бутаков (1.5.1884-11.1.1885), там же, капитан 2- го ранга Дьяченко (11.1.-1.6.1885). Канонерская лодка «Щит», капитан 2- го ранга Кислицын (15.5.-12.9.1886), броненосная лодка «Русалка», капитан 2- го ранга Сиденснер (12.5.-10.9.1887), эскадренный броненосец «Чесма», капитан 1- го ранга Лавров(7-30.6.1888), эскадренный броненосец «Синоп», капитан 1- го ранга Ваницкий (12.-19.10, 27.10-7.11.1888). Эскадренный броненосец «Чесма», капитан 1- го ранга Лавров (1.9.-9.10.1888), эскадренный броненосец «Синоп», капитан 1- го ранга Калицкий (26.11.-3.12.1888) Броненосец «Синоп», капитан 1 ранга Развозов (1889г) эскадренный броненосец «Екатерина Вторая», под флагом контр-адмирала Пилкина 2-й (11.9.-22.9.1889), Броненосец «Синоп», капитан 1 ранга Развозов, 22.9-2.11.1889 г., 6.4.-4.5.1890 г., там же под той же командой под флагом Генерал-адъютанта Кремера 3.6.-1.10-1890 г. там же, под той же командой в вооруженном резерве 15.11.1890-1.1.1891 г., 28.1-17.3.1890 г. там же под той же командой 18.4.-18.5.1891 г. 10.9-15.11-1891 г. Броненосец «Синоп» капитан 1 ранга Чайковский 1.6-30.9.1892 г., 1.10-.1892-1.5.1893 г. Там же под той же командой с 8 мая по 10 мая 1893 г. под штандартом Государя Императора, под флагом Командующего эскадрой контр-адмирала Дикова. Броненосец «Синоп» с 1 июля по 14 августа 1893 г. под ком. Капитана 1 ранга Чайковского. Пароход «Колхида» с 14 августа 1893 г. по 6 октября 1894г сам командиром. С 29 ноября 1894 по 1 января 1895 г. заведующим плавучим доком Севастопольского порта. С 15 июля по 15 октября под командой капитана 1 ранга Невражина, броненосец «Синоп». Мореходная канонерская лодка «Уралец» в 1896 г. с 16 по 31 июня сам командиром, с 1 февраля по 22 марта под флагом контр-адмирала Копытова. С 1 июля по 30 сентября 1896 г. на учебном судне «Березань». Мореходная канонерская лодка «Уралец» с 29 октября по 4 ноября 1896 г. сам командиром. Пароход «Эриклик» сам командиром с 21 мая по 20 октября 1898 г. Броненосец «Георгий Победоносец» под ком. капитана 1 ранга Писаревского с 1 июля по 31 октября 1898 г. и с 1 июля по 1 октября 1899 г. под тем же ком. под флагом вице-адмирала Андреева. Крейсер 1 ранга «Адмирал Корнилов» сам командиром с 14 июня по 6 октября 1900 г. Крейсер 1 ранга «Рюрик» сам командиром с 2 ноября по 8 декабря 1900 г. и с 20 июня 1901 г. по 22 сентября 1903 г. 1 отряд миноносцев с 14 февраля по 31 марта 1904 г. заведующим отрядом. Миноносец «Выносливый» с 29 января по 16 февраля и с 19 по 22 февраля, 25-26 февраля заведующим 1 отрядом миноносцев. Эскадренный броненосец «Цесаревич» И.д. Начальника штаба 1-й Тихоокеанской эскадры, Вр.и.д. Старшего Флагмана и командующего эскадрой с 25 мая по 30 июля 1904 г. и с 30 августа по 9 октября 1904 г. Эскадренный броненосец «Ростислав» с 24 по 31 декабря 1904 г. Временно командующим практической эскадрой Черноморского флота. Эскадренные броненосцы «Ростислав» и «Пантелеймон» Временно командующим практической эскадрой Черного моря с 1 июля по 30 сентября 1904 г. Крейсер «Аскольд» Начальником морских сил Тихого океана с 20 сентября по 30 ноября 1908 г. и с 1 по 31 декабря 1908 г. с 1 января по 19 мая 1909 г.

## Смерть
Скончался от отека легких в Севастополе в 6-м часу дня 23 января 1912 года.
Исключен из списков 30 января 1912 года.
Сарнавский: Ходатайство о погребении во Владимирском соборе Императором утверждено не было.
Погребен 26 января 1912 года на городском кладбище Севастополя.

## Семья
Женат 1-м браком на Марии Павловне Элизе.
Дети:
Николай (29.3.1879).
Вера (17.9.1880).
Павел (28.2.1889) - лейтенант флота.
Александр (26.9.1893).
Жена и дети вероисповедания православного.